# Fussballclub Sankt Gallen femminile 2015-2016
Questa voce raccoglie le informazioni riguardanti lo Fussballclub Sankt Gallen 1879 (femminile) nelle competizioni ufficiali della stagione 2015-2016.

## Rosa
Rosa aggiornata alla fine della stagione.
| N. |                     | Ruolo | Calciatrice      |
| -- | ------------------- | ----- | ---------------- |
| 1  | Svizzera (bandiera) | P     | Nicole Studer    |
| 4  | Svizzera (bandiera) | D     | Lina Caviezel    |
| 5  | Svizzera (bandiera) | D     | Tamara Rohner    |
| 6  | Svizzera (bandiera) | C     | Raffaella Alfarè |
| 8  | Svizzera (bandiera) | A     | Jasmin Schweer   |
| 9  | Svizzera (bandiera) | D     | Valeria Iseli    |
| 10 | Svizzera (bandiera) | A     | Mirnije Selimi   |
| 11 | Svizzera (bandiera) | A     | Alina Wirth      |
| 12 | Italia (bandiera)   | A     | Melina Salaorni  |
| 13 | Svizzera (bandiera) | C     | Michèle Fehr     |

| N. |                     | Ruolo | Calciatrice      |
| -- | ------------------- | ----- | ---------------- |
| 14 | Svizzera (bandiera) | D     | Selina Sutter    |
| 16 | Svizzera (bandiera) | D     | Larina Baumann   |
| 17 | Svizzera (bandiera) | C     | Stefanie Streule |
| 18 | Svizzera (bandiera) | C     | Nadine Riesen    |
| 19 | Svizzera (bandiera) | D     | Sandra Egger     |
| 20 | Svizzera (bandiera) | A     | Désirée Stäbler  |
| 21 | Svizzera (bandiera) | C     | Victoria Bischof |
| 22 | Svizzera (bandiera) | P     | Patricia Gsell   |
| 22 | Austria (bandiera)  | P     | Janine Koretic   |
| 25 | Svizzera (bandiera) | C     | Manuela Beerli   |